# All-Ireland Senior Hurling Championship 1916
L'All-Ireland Senior Football Championship 1916 fu l'edizione numero 30 del principale torneo di hurling irlandese. Tipperary batté Kilkenny in finale, ottenendo il nono titolo della sua storia.

## Formato
Parteciparono 15 squadre e si tennero i campionati provinciali, i cui vincitori avrebbero avuto diritto d'accesso alla fase finale nazionale. Tuttavia i campioni dell'Ulster non parteciparono. Ci fu quindi solo la semifinale tra i campioni del Munster e del Connacht, che in finale avrebbero trovato i campioni del Leinster.

## Torneo
All-Ireland Senior Hurling Championship
| 22 ottobre 1916 Semifinale | Tipperary | 8-1 – 0-0 | Galway | Athlone |

| Dublino 21 gennaio 1917 Finale | Tipperary | 5-4 – 3-2 | Kilkenny | Croke Park |